# Shiki
Shiki (яп. 屍鬼; укр. Труп демона / Дух смерті) — ранобе та манґа у жанрі жахи, автором яких є Фуюмі Оно (яп. 小野 不由美). Ранобе спочатку було опубліковане в двох частинах видавництвом Shinchosha в 1998 році, потім перевидане у п'ять частинах в 2002 році. Манга публікувалась в «Jump SQ» видавництвом «Shueisha» з грудня 2007 по червень 2011. Автором сюжету є Фуюмі Оно (яп. 小野 不由美), ілюстрацій — Рю Фудзісакі (яп. 藤崎 竜). Аніме адаптація створена компанією Daume і показана по Fuji TV в період з 8 липня по 30 грудня 2010 року.

## Сюжет
Історія Shiki відбувається дуже спекотним літом в дев'яностих роках XX століття, в маленькому віддаленому японському селі Сотоба (яп. 外場, латиніз. далеке місце), оточеній з трьох сторін лісом. Загадкова серія смертей починає поширюватися по селу і в той же час щось дивне відбувається в давно покинутому маєтку сім'ї Канемаса. Тосіо Одзакі, директор єдиної клініки Сотоби, спочатку підозрює епідемію, однак, розслідуючи цей безперервний ланцюжок смертей, приходить до висновку, що вони є справою рук вампірів, переслідуючих село. Школяр Юкі Нацуно, який ненавидить сільське життя, розслідує загадкову смерть свого друга і приходить до таких же висновків.

## Персонажі
- Нацуно Юкі/Койде (яп. 結城 夏野/小出)

Сейю — Кокі Утіяма
Він один з двох головних героїв історії, 15-річний хлопець який живе і вчиться в школі Сотоба. Він ненавидить життя в селі і хотів би жити в місті, але змушений переїхати з батьками до Сотоби коли вони захотіли змінити середовище. Часто веде себе холодно, особливо недолюблює Мегумі Сімідзу, яка закохана в нього. Однак він добрий і доброзичливий до тих кого він вважає своїми друзями (Тору і його менший брат з сестрою, діти Танаки). Після укусу Тору, дає йому пити свою кров, поки сам не помер. У манзі і аніме Нацуно перетворюється на перевертня, але допомагає Тосіо Одзакі знищити воскреслих сікі.
- Тосіо Одзакі (яп. 尾崎 敏夫)

Сейю — Тору Окава
Один з двох головних героїв історії. Директор клініки в Сотобе, Тосіо працював в університетському госпіталі, але повернувся зайняти місце свого батька коли той помер. Має ласкаве прізвище «Вака-сенсей» (юний лікар), яким користуються його колеги і жителі села. Тосіо недолюблює свою матір і батька, бо обоє ставили репутацію сім'ї Одзакі вище від усього іншого. З дитинства товаришує з Сейсіном Муроєм і Мікіясу Ясуморі. Йому 32 роки, одружений з Кіоко, яку рідко бачить, багато курить. Тосіо спантеличений низкою таємничих смертей, він клянеться вирішити цю справу і захистити своє село. Він є одним з перших людей, які викрили існування сікі, а потім стає лідером опору проти них.
- Сунако Кірісікі (яп. 桐敷 沙子)

Сейю — Аой Юкі
13-річна дівчинка, яка переїхала в маєток Канемаса на вершині пагорба з сім'єю. Вона стверджує, що має рідкісне генетичне захворювання, яке змушує її залишатись в своєму будинку протягом дня і виходити тільки вночі. Вона та її родина є шанувальниками есе і романів, написаних Сейсіном Муроєм, і тому вони переїхали в Сотобу. Вона не любить, коли люди називають її «тян».
- Сейсін Мурой (яп. 室井 静信)

Сейю — Кадзуюкі Окіцу
Сейсін — місцевий священик в Сотобі, а також автор декількох романів. В даний час його робота називається Сікі («Труп демона» на англійській мові), розповідь про Каїна й Авеля і чому Каїн убив свого улюбленого молодшого брата. У нього є відчуття надприродного і він виявляє присутність справжніх «Сікі». З дитинства дружить з Тосіо Одзакі і Мікіясу Ясуморі. Йому 32 років, не одружений, і одного разу намагався вчинити самогубство в стані алкогольного сп'яніння під час його навчання в університеті.
- Мегумі Сімідзу (яп. 清水 恵)

Сейю — Харука Томацу
15-річна дівчина, навчається в одній школі з Нацуно, так само як і він не любить життя в селі і хотіла б перебратися в місто. Закохана в Нацуно, який її, у найкращому випадку, ігнорує. Мегумі зустрічається з сім'єю Кірісікі після чого безслідно зникає. Пізніше жителі села знаходять її лежачою без свідомості посеред лісу. Помирає від складного випадку анемії і відроджується вже як сікі. Після відродження починає шкодити і використовує свої нові сили для стеження за Нацуно і його новими друзями (старими для неї).
- Тору Муто (яп. 武籐 徹)

Сейю — Нобухіко Окамото
Вісімнадцятирічний хлопець. Старший брат Аой і Тамоцу, а також найкращий і за сумісництвом єдиний друг Нацуно. Обожнює відео ігри і відчуває симпатію до медсестри Ріцуко, яка вчить його водити машину. Був убитий Мегумі, яка ревнувала його за близькість з Нацуно, і відроджується як сікі. Неохоче йшов на вбивства, споживав кров свого найкращого друга. Він дуже тихий і здається більш «людським», ніж багато хто з сікі.
- Каорі Танака (яп. 田中　薰)

Сейю — Харука Нагасіма
Каорі є другом дитинства Мегумі. Їй 15 років, і вона є дружньою, доброю дівчиною, яка ігнорує той факт, що її найкращий друг Мегумі недолюблює її. Вона і її молодший брат Акіра почати шпигувати за Кірісікі, коли Акіра побачив одного з мешканців села, який повинен був бути мертвим, неподалік маєтку Канемаса.
- Акіра Танака (яп. 田中 昭)

Сейю — Кавакамі Кейко
Молодший брат Каорі, вчиться в 7 класі. Він ще малий але дуже хоробрий. Коли він побачив одного з жителів, який мав бути мертвий, біля маєтку Канемаса, він і його сестра почали шпигувати з Кірісікі, потім зустріли Нацуно який вважав що мерці стояться за вбивствами в Сотобі.
- Тацумі (яп. 辰巳)

Сейю — Такагі Ватару
Один з головних слуг сім'ї Кірісікі, Тацумі — це особливий вид вампіра/перевертня, який не боїться сонячного світла на відміну від сікі і не може легко померти. У нього є садиські нахили і він використовує біль своїх жертв. Однак він досить спокійний і не проявляє ознак паніки у бою і перед обличчям смерті. Також є командиром селян-сікі. Має велику повагу до Сунако.

## Саундтрек

### Оупенінги
1. Shiki OP1 Single — Kuchizuke [ BUCK-TICK ] — дата релізу 01.09.2011
2. Shiki OP2 Single — Calendula Requiem (kanon x kanon) — дата релізу 17.11.2011

### Ендінги
1. Shiki ED1 Single — Walk no Yakusoku (nangi) — дата релізу 11.08.2011
2. Shiki ED2 Album — RAZZLE DAZZLE [BUCK-TICK] — дата релізу 13.10.2011[2]

## Список серій
| #  | Назва серії                                | Режисер                         | Дата виходу |
| -- | ------------------------------------------ | ------------------------------- | ----------- |
| 1  | Перша кров «第遺血話»                      | Цутія Ясуо (яп. 土屋康郎)       | 09.07.2010  |
| 2  | Друга гниль «第腐堕話»                     | Кобаясі Такасі (яп. 小林孝志)   | 16.07.2010  |
| 3  | Третя трагедія «第惨話»                    | Фукумото Кійосі (яп. 福本潔)    | 23.07.2010  |
| 4  | Четверте нещастя «第死話»                  | Окамура Масахіро (яп. 岡村正弘) | 30.07.2010  |
| 5  | П'ята брехня «第偽話»                      | Терасава Сінсуке (яп. 寺沢伸介) | 06.08.2010  |
| 6  | Шосте страждання «第髏苦話»                | Цутія Ясуо (яп. 土屋康郎)       | 13.08.2010  |
| 7  | Сьомий дух вбитого «第弑魑話»              | Кобаясі Такасі (яп. 小林孝志)   | 20.08.2010  |
| 8  | Восьма ніч «第夜話»                        | Фукумото Кійосі (яп. 福本潔)    | 27.08.2010  |
| 9  | Дев'ята домовина «第柩話»                  | Терасава Сінсуке (яп. 寺沢伸介) | 03.09.2010  |
| 10 | Десятий траур «第悼話»                     | Окамура Масахіро (яп. 岡村正弘) | 10.09.2010  |
| 11 | Одинадцята різанина «第悼と悲屠話»         | Фукумото Кійосі (яп. 福本潔)    | 17.09.2010  |
| 12 | Дванадцята гниль «第悼と腐堕話»            | Цутія Ясуо (яп. 土屋康郎)       | 15.10.2010  |
| 13 | Тринадцята трагедія «第悼と惨話»           | Хата Йосіто (яп. 泰義人)        | 29.10.2010  |
| 14 | Чотирнадцята смерть «第悼と死話»           | Йонеда Кадзухіро (яп. 米田和博) | 05.11.2010  |
| 15 | П'ятнадцятий обман «第悼と偽話»            | Фукумото Кійосі (яп. 福本潔)    | 12.11.2010  |
| 16 | Шістнадцятий череп «第悼と髏苦話»          | Окамура Масахіро (яп. 岡村正弘) | 19.11.2010  |
| 17 | Сімнадцятий дух убитого «第悼と弑魑話»     | Хата Йосіто (яп. 泰義人)        | 26.11.2010  |
| 18 | Вісімнадцята смерть «第悼と夜話»           | Терасава Сінсуке (яп. 寺沢伸介) | 03.12.2010  |
| 19 | Дев'ятнадцята домовина «第悼と柩話»        | Фукумото Кійосі (яп. 福本潔)    | 10.12.2010  |
| 20 | Двадцятий траур «第腐汰悼話»               | Сага Сатосі (яп. 嵯峨敏)        | 17.12.2010  |
| 21 | Двадцять перше вбивство «第腐汰悼と悲屠話» | Цутія Ясуо (яп. 土屋康郎)       | 24.12.2010  |
| 22 | Останнє полювання «蔡蒐話»                 | Йонеда Кадзухіро (яп. 米田和博) | 31.12.2010  |